# Namgajwa-dong
Namgajwa-dong (koreanska: 남가좌동) är en stadsdel i stadsdistriktet Seodaemun-gu i Sydkoreas huvudstad Seoul.

## Indelning
Administrativt är Namgajwa-dong indelat i:
| Namn      | Namn                | Yta km² | Invånare 31 dec 2020 |
| --------- | ------------------- | ------- | -------------------- |
| 남가좌1동 | Namgajwa 1(il)-dong | 0,51    | 16 131               |
| 남가좌2동 | Namgajwa 2(i)-dong  | 0,77    | 30 996               |